# هاکوون یاسوتانی
هاکوون یاسوتانی (انگلیسی: Hakuun Yasutani; 1885 – ۱۹۷۳ (۸۷−۸۸ سال)) راهب سوتو (فرقه ذن) و بنیان‌گذار سابو کیودان، یک گروه غیر روحانی ژاپنی ذن ژاپنی بود. یاسوتانی از طریق شاگردانش فیلیپ کاپلئو و تایزن مازومی یکی از نیروهای اصلی در بنیان‌گذاری تمرین ذن (غیر مذهبی) بوده است.